# Natsumi Tsunoda
Natsumi Tsunoda (jap. 角田夏実; ur. 6 sierpnia 1992 w Yachiyo, prefektura Chiba) – japońska judoczka. Olimpijka z Paryża 2024, gdzie zdobyła złoty medal w rywalizacji do 48 kg kobiet. Na tej samej imprezie zajęła drugie miejsce w zawodach drużynowych.

## Życiorys
Dwukrotna mistrzyni Azji. W 2017 roku została wicemistrzynią świata. Dwukrotna złota medalistka Igrzysk Azjatyckich (2018, 2022), trzykrotna mistrzyni świata (2021–2023). Triumfatorka zawodów o Grand Prix Międzynarodowej Federacji Judo, oraz turniejów rangi Grand Slam. Natsumi Tsunoda jest również złotą medalistką World Masters (2018).